# Valdealmendras
Valdealmendras es una pedanía perteneciente al municipio de Sigüenza, en la provincia de Guadalajara, España. Tiene una población de derecho de 2 habitantes según el censo del INE de 2011.

## Historia
En esta localidad se han encontrado restos de época romana.
A mediados del siglo XIX, el lugar, por entonces perteneciente al municipio de Torrevaldealmendras, contaba con una población censada de 43 habitantes. La localidad aparece descrita en el decimoquinto volumen del Diccionario geográfico-estadístico-histórico de España y sus posesiones de Ultramar de Pascual Madoz de la siguiente manera:

VAL DE ALMENDRAS: ald. del ayunt. de Torre de Val de Almendras, en la prov. de Guadalajara (13 leg.), part. jud. y dióc. de Sigüenza (2), aud. terr. de Madrid (23), c. g. de Castilla la Nueva. sit. en llano, con buena ventilacion y clima templado y sano. Tiene 13 casas; una fuente de buen agua, y una igl. parr. servida por un cura y un sacristan. Confina su térm. con los de Paredes, Tobes, La Barbolla, Pienes y Val del Cubo: el terreno es algo calizo, fuerte y de regular calidad. caminos: los locales de herradura, en mediano estado. correo: se recibe y despacha en Sigüenza. prod.: cereales, algunas legumbres ordinarias y yerbas de pasto, con las que se mantiene ganado lanar y cabrío y las yuntas necesarias para la agricultura, única ind. de los hab. pobl.: 12 vec., 43 alm. cap. prod.: 336,000 rs. imp.: 16,800. contr.: 986.
(Madoz, 1849, p. 255)